# Tim Thomas
Timothy "Tim" Mark Thomas (Paterson, Nueva Jersey; 26 de febrero de 1977) es un exjugador de baloncesto estadounidense que disputó once temporadas en la NBA. Con 2,08 metros de altura, jugaba en la posición de alero.

## Carrera

### Universidad
Thomas asistió a la Universidad de Villanova, donde jugó al baloncesto una temporada con los Wildcats antes de dar el salto a la NBA. En su único año, promedió 16,9 puntos, 6 rebotes, 4 robos y 2,1 asistencias por partido.

### NBA
Fue seleccionado por New Jersey Nets en la 7.ª posición del Draft de la NBA de 1997, siendo traspasado inmediatamente a Philadelphia 76ers a cambio del también rookie Keith Van Horn. En los 76ers disputó una temporada y media, promediando 11 puntos y 3.7 rebotes en su primera campaña en la liga y siendo incluido en el segundo mejor quinteto de rookies. En 1999 fue traspasado a Milwaukee Bucks, equipo liderado por Ray Allen y Sam Cassell en el que se convertiría en uno de los mejores sextos hombres de la NBA. Su mejor temporada allí fue la 2002-03, en la que promedió 13.3 puntos. En 2004 fue traspasado, de nuevo a cambio de Van Horn, a New York Knicks. En la gran manzana solo pasó una temporada y media.
En el julio de 2005 fue nuevamente traspasado, esta vez a Chicago Bulls junto con Michael Sweetney por Eddy Curry. En Chicago solo jugó tres partidos, siendo cortado en marzo y terminando la temporada en Phoenix Suns, donde fue pieza clave en la eliminatoria ante Los Angeles Lakers en playoffs. En el sexto encuentro de la serie, los Suns iban tres abajo en el marcador, empatando gracias a un triple de Thomas para posteriormente ganar en la prórroga y forzar el séptimo partido.
En julio de 2006, Thomas firmó un contrato de 4 años y 20 millones de dólares con Los Angeles Clippers. En su primera campaña en California ha promediado 11 puntos y 5 rebotes en 76 partidos.
El 21 de noviembre de 2008 fue traspasado a New York Knicks junto con Cuttino Mobley a cambio de Zach Randolph y Mardy Collins. Tres meses después, en febrero de 2009, fue enviado a Chicago Bulls junto con Jerome James y Anthony Roberson por Larry Hughes.
El 9 de julio de 2009 es cortado por Chicago, y el 28 de julio fichó por Dallas Mavericks como agente libre.
En agosto de 2010 firma un contrato por una temporada con los Mavericks, por el mínimo de veterano. Pero en septiembre, le comunica a la franquicia que dejará el equipo para cuidar de su esposa.

## Estadísticas de su carrera en la NBA

### Temporada regular
| Año     | Equipo        | PJ  | PT  | MPP  | %TC  | %3P  | %TL  | RPP | APP | ROB | TPP | PPP  |
| ------- | ------------- | --- | --- | ---- | ---- | ---- | ---- | --- | --- | --- | --- | ---- |
| 1997–98 | Philadelphia  | 77  | 48  | 23.1 | .447 | .363 | .740 | 3.7 | 1.2 | .7  | .2  | 11.0 |
| 1998–99 | Philadelphia  | 17  | 0   | 11.1 | .403 | .263 | .792 | 1.9 | .9  | .2  | .2  | 4.6  |
| 1998–99 | Milwaukee     | 33  | 26  | 18.9 | .495 | .327 | .614 | 2.8 | .9  | .7  | .3  | 8.5  |
| 1999–00 | Milwaukee     | 80  | 1   | 26.2 | .461 | .346 | .774 | 4.2 | 1.4 | .7  | .4  | 11.8 |
| 2000–01 | Milwaukee     | 76  | 16  | 27.4 | .430 | .412 | .771 | 4.1 | 1.8 | 1.0 | .6  | 12.6 |
| 2001–02 | Milwaukee     | 74  | 22  | 26.9 | .420 | .326 | .793 | 4.1 | 1.4 | .9  | .4  | 11.7 |
| 2002–03 | Milwaukee     | 80  | 70  | 29.5 | .443 | .366 | .780 | 4.9 | 1.3 | .9  | .6  | 13.3 |
| 2003–04 | Milwaukee     | 42  | 42  | 32.0 | .443 | .362 | .762 | 4.9 | 2.1 | .9  | .4  | 14.1 |
| 2003–04 | New York      | 24  | 23  | 31.1 | .452 | .406 | .813 | 4.8 | 1.4 | 1.0 | .2  | 15.8 |
| 2004–05 | New York      | 71  | 68  | 27.3 | .439 | .409 | .786 | 3.3 | 1.5 | .6  | .2  | 12.0 |
| 2005–06 | Chicago       | 3   | 0   | 10.7 | .375 | .167 | .000 | 1.3 | .7  | .0  | .3  | 4.3  |
| 2005–06 | Phoenix       | 26  | 10  | 24.4 | .435 | .429 | .667 | 4.9 | .7  | .6  | .2  | 11.0 |
| 2006–07 | Los Angeles   | 76  | 24  | 27.0 | .414 | .382 | .708 | 5.0 | 2.3 | .7  | .4  | 11.0 |
| 2007–08 | Los Angeles   | 63  | 51  | 30.8 | .413 | .306 | .752 | 5.1 | 2.7 | .6  | .5  | 12.4 |
| 2008-09 | L.A. Clippers | 10  | 5   | 22.0 | .378 | .300 | .618 | 4.6 | 1.0 | .3  | .1  | 9.5  |
| 2008-09 | New York      | 36  | 1   | 21.5 | .461 | .421 | .806 | 3.1 | 1.3 | .6  | .3  | 9.6  |
| 2008-09 | Chicago       | 18  | 0   | 14.1 | .400 | .442 | .700 | 2.3 | .7  | .3  | .0  | 5.8  |
| 2009-10 | Dallas        | 18  | 1   | 15.8 | .462 | .372 | .875 | 2.3 | .8  | .6  | .1  | 7.5  |
| Total   | Total         | 824 | 408 | 25.9 | .437 | .369 | .758 | 4.1 | 1.5 | .7  | .4  | 11.5 |

### Playoffs
| Año   | Equipo    | PJ | PT | MPP  | %TC  | %3P  | %TL  | RPP | APP | ROB | TPP | PPP  |
| ----- | --------- | -- | -- | ---- | ---- | ---- | ---- | --- | --- | --- | --- | ---- |
| 1999  | Milwaukee | 3  | 3  | 20.0 | .444 | .000 | .583 | 4.0 | .3  | .3  | .3  | 7.7  |
| 2000  | Milwaukee | 5  | 0  | 28.4 | .492 | .333 | .824 | 4.8 | 2.0 | .2  | .8  | 15.4 |
| 2001  | Milwaukee | 18 | 0  | 26.6 | .448 | .431 | .815 | 4.5 | 1.6 | .5  | .6  | 11.3 |
| 2003  | Milwaukee | 6  | 5  | 31.8 | .462 | .571 | .719 | 4.8 | 1.3 | .5  | 1.0 | 17.8 |
| 2004  | New York  | 1  | 1  | 22.0 | .400 | .000 | .800 | 5.0 | 3.0 | .0  | .0  | 12.0 |
| 2006  | Phoenix   | 20 | 14 | 31.8 | .491 | .444 | .776 | 6.3 | 1.3 | .9  | .4  | 15.1 |
| 2009  | Chicago   | 2  | 0  | 7.5  | .300 | .250 | —    | 1.5 | .0  | .0  | .0  | 3.5  |
| Total | Total     | 55 | 23 | 28.1 | .468 | .436 | .772 | 5.1 | 1.4 | .6  | .5  | 13.3 |

## Récord en la NBA
- Jugador con más triples en una mitad con (8), igualado con Michael Redd, J.R. Smith, Ray Allen, Tracy McGrady y Kobe Bryant.